# Lantenne-Vertière
Lantenne-Vertière és un municipi francès situat al departament del Doubs i a la regió de Borgonya - Franc Comtat. L'any 2007 tenia 527 habitants.

## Demografia

### Població
El 2007 la població de fet de Lantenne-Vertière era de 527 persones. Hi havia 194 famílies de les quals 36 eren unipersonals (16 homes vivint sols i 20 dones vivint soles), 59 parelles sense fills, 87 parelles amb fills i 12 famílies monoparentals amb fills.
La població ha evolucionat segons el següent gràfic:
Habitants censats

### Habitatges
El 2007 hi havia 202 habitatges, 193 eren l'habitatge principal de la família, 7 eren segones residències i 2 estaven desocupats. 174 eren cases i 27 eren apartaments. Dels 193 habitatges principals, 138 estaven ocupats pels seus propietaris, 51 estaven llogats i ocupats pels llogaters i 4 estaven cedits a títol gratuït; 1 tenia una cambra, 8 en tenien dues, 15 en tenien tres, 48 en tenien quatre i 121 en tenien cinc o més. 174 habitatges disposaven pel capbaix d'una plaça de pàrquing. A 63 habitatges hi havia un automòbil i a 117 n'hi havia dos o més.

### Piràmide de població
La piràmide de població per edats i sexe el 2009 era:
| Homes | Edats   | Dones |
| ----- | ------- | ----- |
| 0     | 95 o +  | 0     |
| 0     | 90 a 94 | 0     |
| 0     | 85 a 89 | 4     |
| 4     | 80 a 84 | 4     |
| 8     | 75 a 79 | 4     |
| 8     | 70 a 74 | 4     |
| 12    | 65 a 69 | 4     |
| 4     | 60 a 64 | 16    |
| 8     | 55 a 59 | 4     |
| 12    | 50 a 54 | 4     |
| 20    | 45 a 49 | 20    |
| 32    | 40 a 44 | 16    |
| 24    | 35 a 39 | 28    |
| 16    | 30 a 34 | 24    |
| 8     | 25 a 29 | 8     |
| 12    | 20 a 24 | 12    |
| 12    | 15 a 19 | 24    |
| 20    | 10 a 14 | 16    |
| 12    | 5 a 9   | 36    |
| 24    | 0 a 4   | 24    |

## Economia
El 2007 la població en edat de treballar era de 347 persones, 272 eren actives i 75 eren inactives. De les 272 persones actives 256 estaven ocupades (136 homes i 120 dones) i 16 estaven aturades (9 homes i 7 dones). De les 75 persones inactives 26 estaven jubilades, 31 estaven estudiant i 18 estaven classificades com a «altres inactius».

### Ingressos
El 2009 a Lantenne-Vertière hi havia 188 unitats fiscals que integraven 513 persones, la mediana anual d'ingressos fiscals per persona era de 19.517 €.

### Activitats econòmiques
Dels 12 establiments que hi havia el 2007, 1 era d'una empresa alimentària, 1 d'una empresa de fabricació d'altres productes industrials, 7 d'empreses de construcció, 1 d'una empresa de comerç i reparació d'automòbils, 1 d'una empresa immobiliària i 1 d'una empresa de serveis.
Dels 7 establiments de servei als particulars que hi havia el 2009, 1 era un taller de reparació d'automòbils i de material agrícola, 1 paleta, 2 lampisteries, 2 electricistes i 1 agència immobiliària.
L'únic establiment comercial que hi havia el 2009 era una fleca.
L'any 2000 a Lantenne-Vertière hi havia 6 explotacions agrícoles.

## Equipaments sanitaris i escolars
El 2009 hi havia una escola maternal integrada dins d'un grup escolar amb les comunes properes formant una escola dispersa.

## Poblacions més properes
El següent diagrama mostra les poblacions més properes.